# ТВі
ТВi (чете се „ти-ви-ай“) е бивш частен национален информационен телевизионен канал в Украйна (2008 – 2016), който излъчва от 2008 до март 2015 г. Известен е със своята критична позиция към украинското правителство, най-вече към президента Виктор Янукович. От края на април 2013 г. е с нови собственици, които искат каналът да стане традиционен.
На 23 март 2015 г. каналът спира поради финансови причини. През март 2016 г. лицензът е анулиран.